# Station Świekatowo
Station Świekatowo is een spoorwegstation in de Poolse plaats Świekatowo.